# Idaïta
La idaïta és un mineral de la classe dels sulfurs, que pertany al grup de l'estannita. Rep el seu nom de la mina Ida, a Namíbia, la seva localitat tipus.

## Característiques
La idaïta és un sulfur de fórmula química Cu₅FeS₆. Cristal·litza en el sistema hexagonal. La seva duresa a l'escala de Mohs es troba entre 2,5 i 3,5. És un mineral químicament relacionat amb la bornita, i que es pot confondre amb la nukundamita.

## Formació i jaciments
És un producte de la descomposició laminar de la bornita, comunament associada a la calcopirita. Va ser descoberta a la mina Ida, situada al districte de Walvis Bay, a la regió d'Erongo, a Namíbia. Tot i no ser gens abundant, ha estat descrita en tots els continents del planeta, així com als oceans Atlàntic i Pacífic.